# Turhan Pacha Përmeti
Turhan Përmeti ou Turhan Pacha Përmeti, né le 19 décembre 1846 à Tríkala (Empire ottoman) et mort le 18 février 1927 à Neuilly-sur-Seine (France) est un diplomate et homme politique ottoman puis albanais. 
Membre de l’élite albanaise et parlant parfaitement le grec (en plus du turc ottoman, de l'albanais et du russe), Turhan Pacha Përmeti est nommé gouverneur (vali) de la Crète ottomane par le sultan Abdülhamid II. Mais Turhan Pacha est un homme indécis et l'île  est alors en pleine ébullition politique. Son administration est donc un échec et se termine par l’insurrection du 24 mai 1896, prélude à la révolte crétoise de 1897-1898 qui aboutit à l’autonomie de l'île sous le commandement du prince Georges de Grèce. 
Par la suite, Turhan Pacha Përmeti est nommé ambassadeur de la Sublime Porte à Saint-Pétersbourg. 
Après l’indépendance de l’Albanie en 1913, il s’engage auprès du gouvernement national et devient Premier ministre de la Principauté en 1914. Mais son mandat est un échec et il est renversé par Essad Pacha. Turhan Pacha Përmeti redevient toutefois Premier ministre de l’Albanie de 1918 à 1920. Déconsidéré par ses liens avec l’Italie (pays dans lequel il fut ambassadeur de 1877 à 1880) et par son incapacité à rendre l’Albanie réellement indépendante, il est cependant à nouveau renversé par le Congrès de Lushnjë.
Son épouse Kérimé Turkhan Pacha (1874-1948) est admiratrice et amante de la poétesse française Renée Vivien.